# Bulbophyllum occlusum
Bulbophyllum occlusum är en orkidéart som beskrevs av Henry Nicholas Ridley. Bulbophyllum occlusum ingår i släktet Bulbophyllum och familjen orkidéer. Inga underarter finns listade i Catalogue of Life.